# Louvencourt
Louvencourt est une commune française située dans le département de la Somme, en région Hauts-de-France.

## Géographie

### Localisation
Située entre Arras et Amiens, Louvencourt est desservie par la route départementale 938 (ancienne route nationale 338). Au centre du village, la route tourne à angle droit devant le domaine du château.
En 2019, la localité est desservie par les autocars du réseau interurbain Trans'80 Hauts-de-France.

### Hydrographie

#### Réseau hydrographique
La commune est située dans le bassin Artois-Picardie. Elle est drainée par la Vauchelles-lès-Authie.

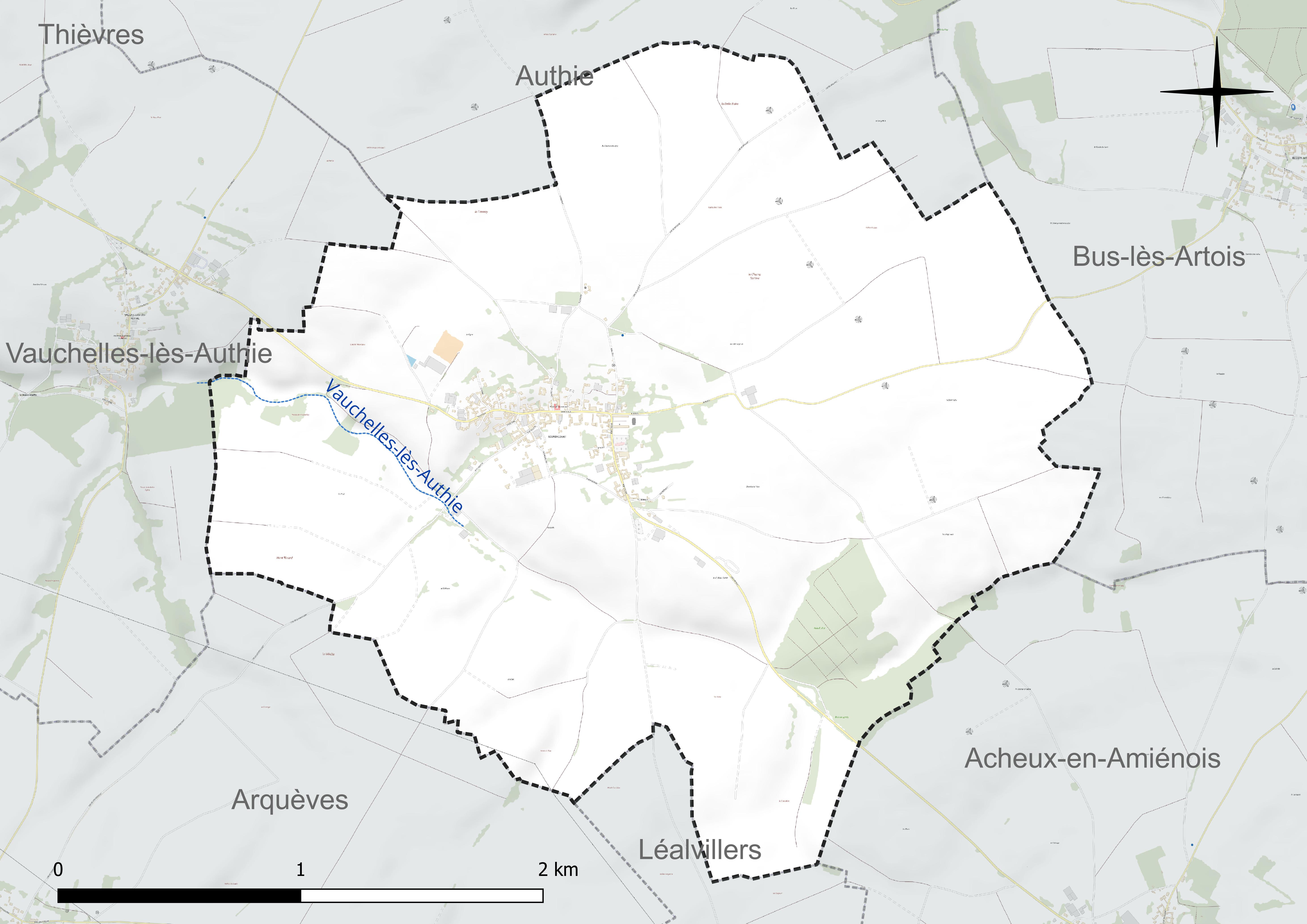
Réseau hydrographique de Louvencourt.

#### Gestion et qualité des eaux
Le territoire communal est couvert par le schéma d'aménagement et de gestion des eaux (SAGE) « Authie ». Ce document de planification concerne un territoire de 1 253 km2 de superficie, délimité par le bassin versant de l'Authie. Le périmètre a été arrêté le 5 août 1999 et le SAGE proprement dit est, en 2024, en cours d'élaboration. La structure porteuse de l'élaboration et de la mise en œuvre est le syndicat mixte Canche Et Authie.
La qualité des cours d'eau peut être consultée sur un site dédié géré par les agences de l'eau et l'Agence française pour la biodiversité.

### Climat
Pour des articles plus généraux, voir Climat des Hauts-de-France et Climat de la Somme.
En 2010, le climat de la commune est de type climat océanique dégradé des plaines du Centre et du Nord, selon une étude du CNRS s'appuyant sur une série de données couvrant la période 1971-2000. En 2020, Météo-France publie une typologie des climats de la France métropolitaine dans laquelle la commune est exposée à un climat océanique et est dans la région climatique Nord-est du bassin Parisien, caractérisée par un ensoleillement médiocre, une pluviométrie moyenne régulièrement répartie au cours de l'année et un hiver froid (3 °C).
Pour la période 1971-2000, la température annuelle moyenne est de 10,2 °C, avec une amplitude thermique annuelle de 14 °C. Le cumul annuel moyen de précipitations est de 826 mm, avec 12,6 jours de précipitations en janvier et 9,2 jours en juillet. Pour la période 1991-2020, la température moyenne annuelle observée sur la station météorologique la plus proche, située sur la commune de Saulty à 13 km à vol d'oiseau, est de 10,4 °C et le cumul annuel moyen de précipitations est de 899,7 mm,. Pour l'avenir, les paramètres climatiques de la commune estimés pour 2050 selon différents scénarios d'émission de gaz à effet de serre sont consultables sur un site dédié publié par Météo-France en novembre 2022.

## Urbanisme

### Typologie
Au 1er janvier 2024, Louvencourt est catégorisée commune rurale à habitat dispersé, selon la nouvelle grille communale de densité à sept niveaux définie par l'Insee en 2022.
Elle est située hors unité urbaine. Par ailleurs la commune fait partie de l'aire d'attraction d'Amiens, dont elle est une commune de la couronne,. Cette aire, qui regroupe 369 communes, est catégorisée dans les aires de 200 000 à moins de 700 000 habitants,.

### Occupation des sols
L'occupation des sols de la commune, telle qu'elle ressort de la base de données européenne d'occupation biophysique des sols Corine Land Cover (CLC), est marquée par l'importance des territoires agricoles (95,2 % en 2018), une proportion identique à celle de 1990 (95,2 %). La répartition détaillée en 2018 est la suivante : 
terres arables (81,1 %), prairies (8,8 %), zones agricoles hétérogènes (5,3 %), zones urbanisées (4,8 %). L'évolution de l'occupation des sols de la commune et de ses infrastructures peut être observée sur les différentes représentations cartographiques du territoire : la carte de Cassini (XVIIIe siècle), la carte d'état-major (1820-1866) et les cartes ou photos aériennes de l'IGN pour la période actuelle (1950 à aujourd'hui).

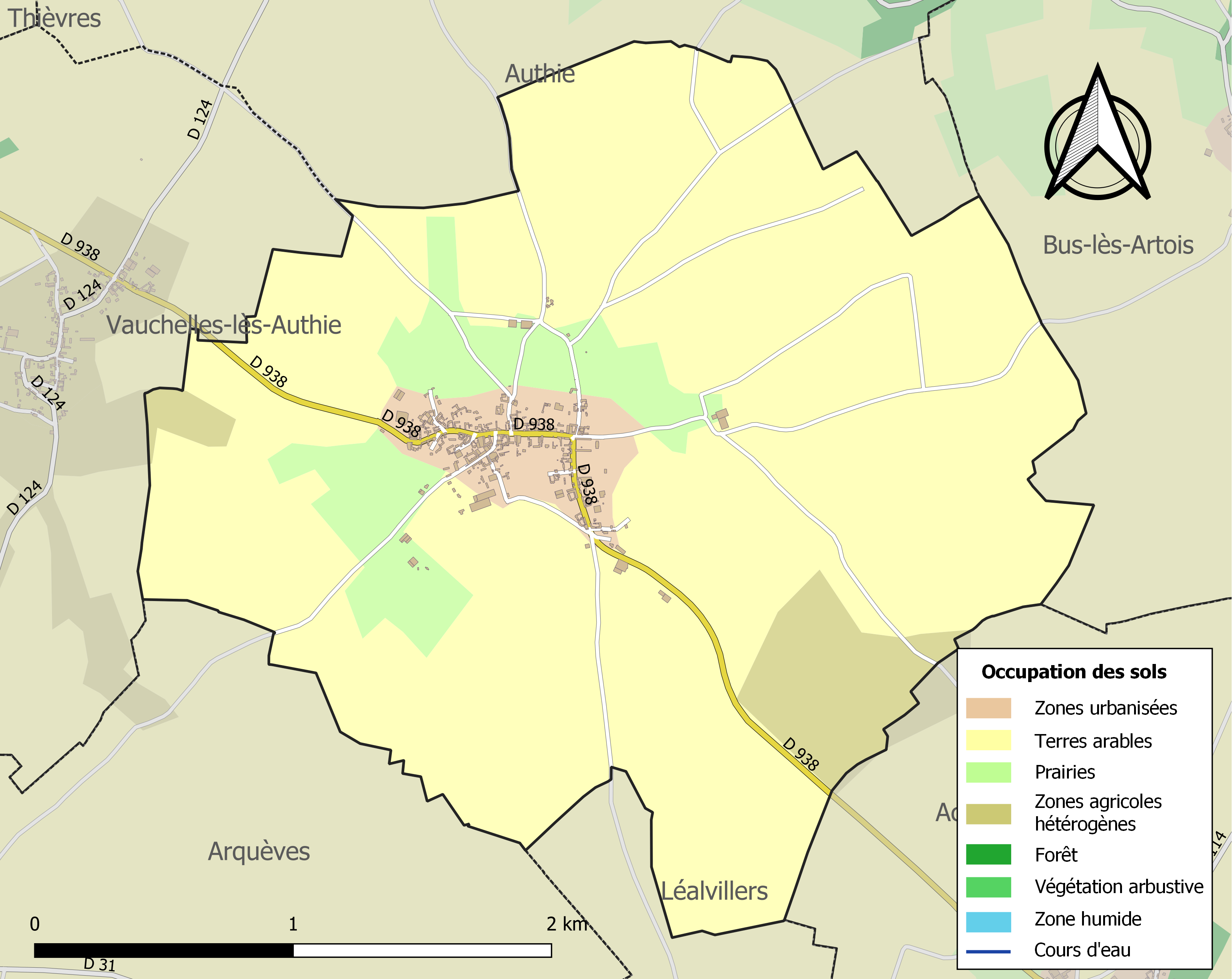
Carte des infrastructures et de l'occupation des sols de la commune en 2018 (CLC).

## Toponymie
Le nom de la localité est attesté sous les formes Louvencors en 1186 ; Lovencort en 1202 ; Lowencort en 1223 ; Louvaincourt entre 1229 et 1239 ; Louveincourt en 1301 ; Louvencourt en 1507 ; Louvancourt en 1657.
De nombreux noms de villages se terminent par -court. Ce sont le plus souvent des hameaux ou de petits villages. L'appellatif toponymique -court (> français moderne cour) est issu du gallo-roman CORTE qui signifie « domaine ». Cet appellatif est généralement précédé d'un nom de personne germanique. Ces formations toponymiques datent du Moyen Âge. Cette façon de nommer les lieux serait liée à l'apport germanique du VIe siècle,.

## Histoire

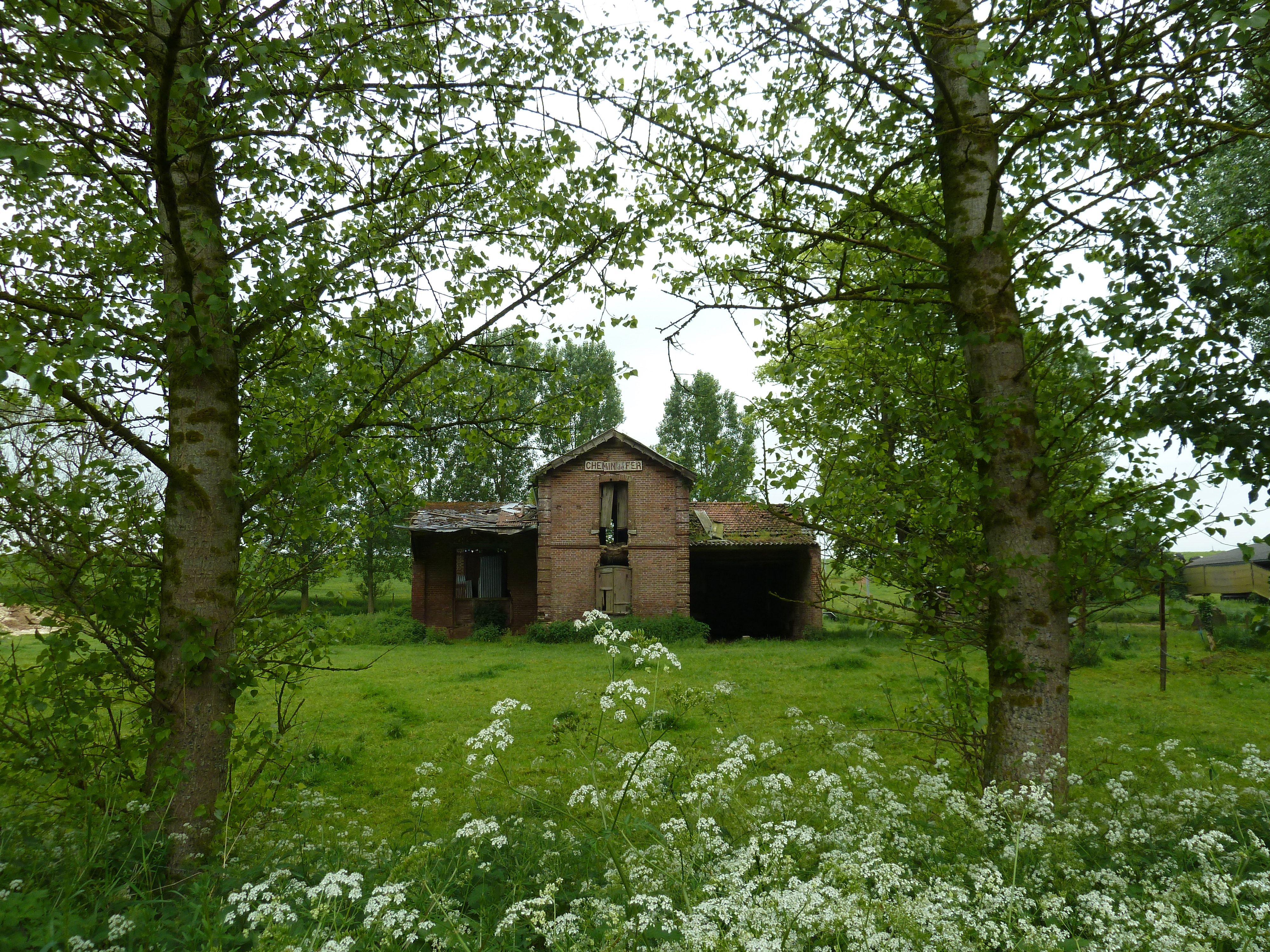
Vestiges de la gare en 2014

Le village a été desservi de 1891 à 1949 par la ligne d'Albert à Doullens, une ligne de chemin de fer secondaire  à voie métrique des chemins de fer départementaux de la Somme.
Il a été un site d'arrière de la Première Guerre mondiale, et accueillait un hôpital de campagne,,,,.

## Politique et administration

### Rattachements administratifs et électoraux
Rattachements administratifs
La commune se trouvait depuis 1926 dans l'arrondissement d'Amiens du département de la Somme. Par arrêté préfectoral du 27 décembre 2016, la commune en est détachée le 1er janvier 2017  pour intégrer l'arrondissement de Péronne.
Elle faisait partie depuis 1801 du canton d'Acheux-en-Amiénois. Dans le cadre du redécoupage cantonal de 2014 en France, cette organisation territoriale administrative a disparu, le canton n'est plus qu'une circonscription électorale.
Rattachements électoraux
Pour les élections départementales, la commune fait partie depuis 2014 du canton d'Albert
Pour l'élection des députés, elle fait partie de la cinquième circonscription de la Somme.

### Intercommunalité
La commune fait partie de la communauté de communes du Pays du Coquelicot, un établissement public de coopération intercommunale (EPCI) à fiscalité propre créé fin 2001 sous le nom de Communauté de communes de la région d'Albert - Acheux en Amiénois et Bray-sur-Somme.

### Liste des maires
| Période                                  | Période                   | Identité           | Étiquette | Qualité                                            |
| ---------------------------------------- | ------------------------- | ------------------ | --------- | -------------------------------------------------- |
| Les données manquantes sont à compléter. |                           |                    |           |                                                    |
| 1814                                     | 1846                      | Antoine Serpette   |           |                                                    |
| Les données manquantes sont à compléter. |                           |                    |           |                                                    |
| mars 2001                                | 2014                      | Claude Pecoul      |           |                                                    |
| 2014                                     | mai 2020                  | Françoise Bourdon, |           | Adjointe administrative à la Cour d'appel d'Amiens |
| mai 2020                                 | En cours (au 25 mai 2020) | Michèle Archelin   |           | Assistante maternelle                              |

### Politique de développement durable
Quatorze éoliennes de 32,3 mégawatts produisant 80 000 MWh/an ont été mises en service en 2018 sur le secteur de Louvencourt, Acheux-en-Amiénois et Bus-lès-Artois,.

## Population et société

### Démographie
L'évolution du nombre d'habitants est connue à travers les recensements de la population effectués dans la commune depuis 1793. Pour les communes de moins de 10 000 habitants, une enquête de recensement portant sur toute la population est réalisée tous les cinq ans, les populations de référence des années intermédiaires étant quant à elles estimées par interpolation ou extrapolation. Pour la commune, le premier recensement exhaustif entrant dans le cadre du nouveau dispositif a été réalisé en 2008.

En 2022, la commune comptait 295 habitants, en évolution de +6,12 % par rapport à 2016 (Somme : −1,26 %, France hors Mayotte : +2,11 %).
| 1793 | 1800 | 1806 | 1821 | 1831 | 1836 | 1841 | 1846 | 1851 |
| ---- | ---- | ---- | ---- | ---- | ---- | ---- | ---- | ---- |
| 570  | 546  | 535  | 621  | 656  | 682  | 651  | 668  | 670  |

| 1856 | 1861 | 1866 | 1872 | 1876 | 1881 | 1886 | 1891 | 1896 |
| ---- | ---- | ---- | ---- | ---- | ---- | ---- | ---- | ---- |
| 677  | 708  | 688  | 650  | 598  | 573  | 581  | 587  | 541  |

| 1901 | 1906 | 1911 | 1921 | 1926 | 1931 | 1936 | 1946 | 1954 |
| ---- | ---- | ---- | ---- | ---- | ---- | ---- | ---- | ---- |
| 545  | 522  | 507  | 504  | 453  | 423  | 387  | 356  | 363  |

| 1962 | 1968 | 1975 | 1982 | 1990 | 1999 | 2006 | 2008 | 2013 |
| ---- | ---- | ---- | ---- | ---- | ---- | ---- | ---- | ---- |
| 334  | 304  | 306  | 283  | 259  | 264  | 263  | 263  | 275  |

| 2018 | 2022 | - | - | - | - | - | - | - |
| ---- | ---- | - | - | - | - | - | - | - |
| 285  | 295  | - | - | - | - | - | - | - |

### Enseignement
La commune n'a plus d'école. Elle adhère au S.I.SCO (syndicat intercommunal scolaire) des sources de l'Authie qui regroupe les communes de Authie, Bus-lès-Artois, Coigneux, Louvencourt, Saint-Léger-lès-Authie, Thièvres, Vauchelles-lès-Authie.

### Sports
- Louvencourt a été plusieurs fois champion de France de ballon au poing, sport inscrit au Patrimoine culturel immatériel de France depuis 2012[34] (champion de France 2003, 2004, 2005, 2006, 2008, 2009, 2010, 2012 - niveau Excellence)[réf. nécessaire].

## Culture locale et patrimoine

### Lieux et monuments
- Le château, tel qu'il se présente aujourd'hui, fut bâti au milieu du XVIIIe siècle, en même temps que l'église.
- Église Notre-Dame[35], en pierre calcaire. Le clocher porte le millésime 1740 et s'élève à cinq niveaux, contreforté sur ses angles. Il est surmonté d'un beffroi.

- Moulin à vent habité, auquel il ne manque que les ailes[36].
- Le Cimetière militaire britannique de Louvencourt, l'un des premiers cimetières érigés par l'Imperial War Graves Commission. Il abrite les stèles de 227 combattants de la Première Guerre mondiale : 151 du Commonwealth et 76 Français  Inscrit MH (2016)[37],[38].

- Un hêtre remarquable, qui devait avoir l'âge du château, construit en 1740, atteignait en 1934 une circonférence de 3,90 m et un fût de 18 mètres de haut. Devenu dangereux, il a été abattu en 1966[39].

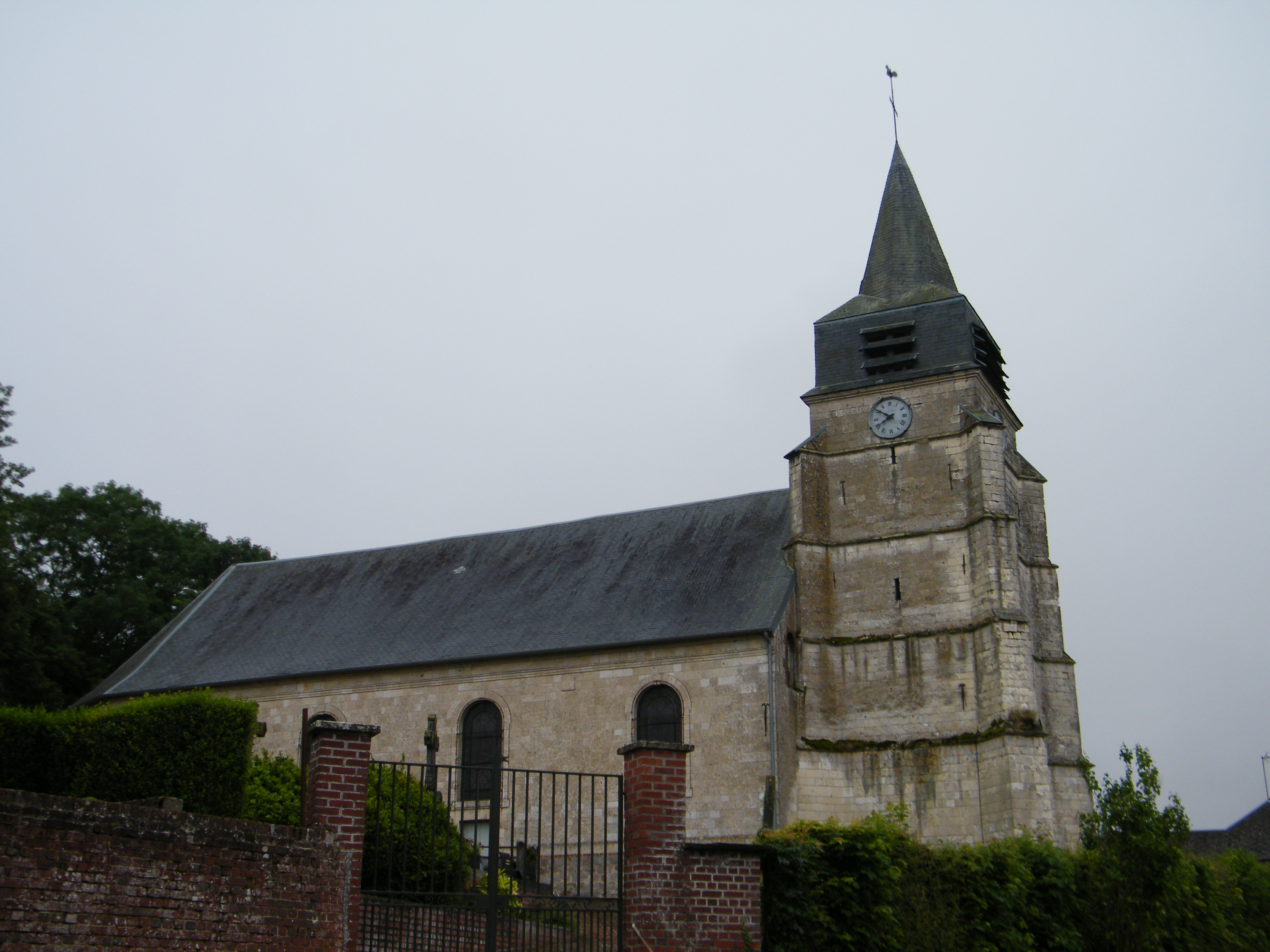
Église Notre-Dame.
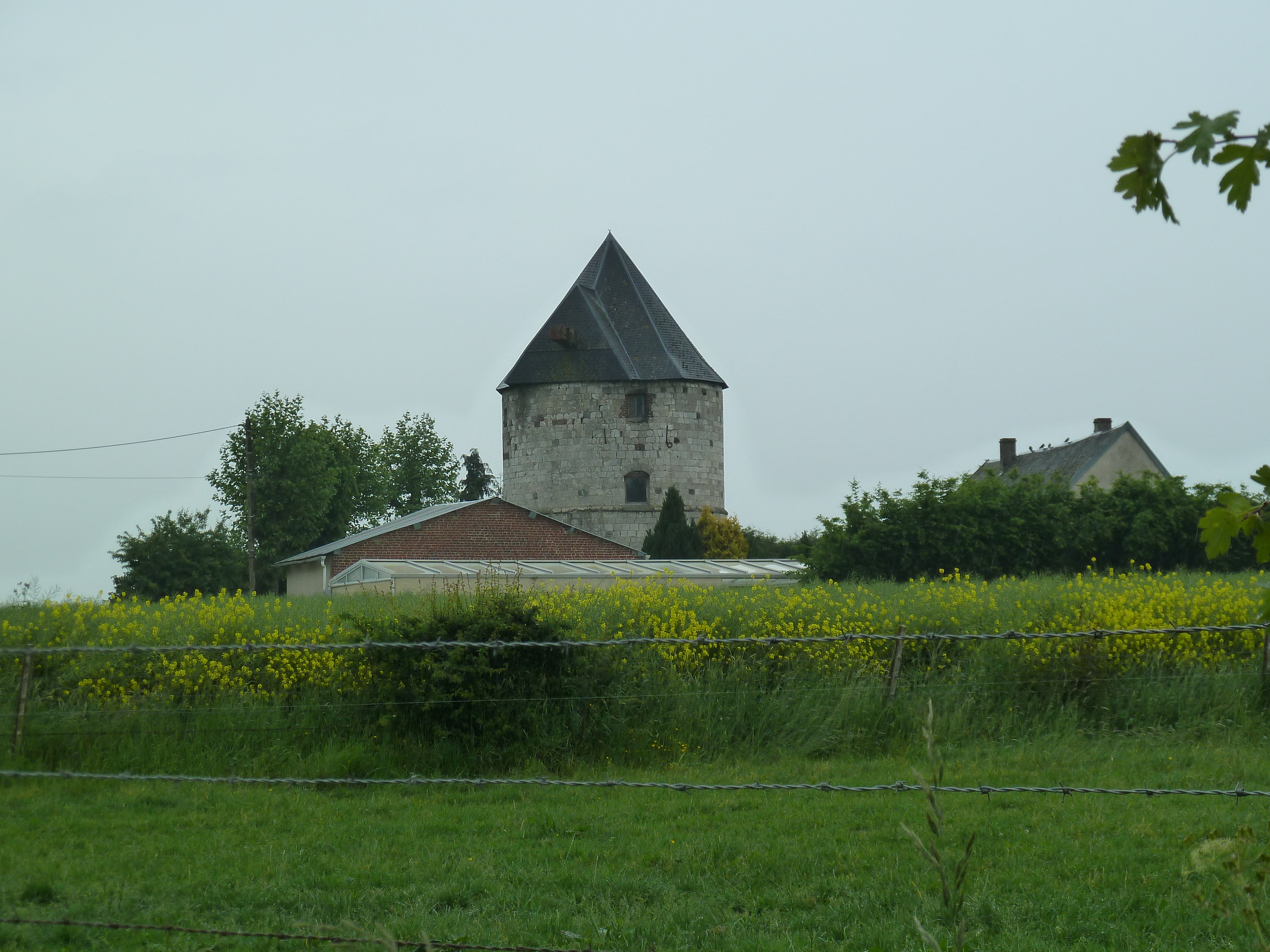
Moulin à vent.
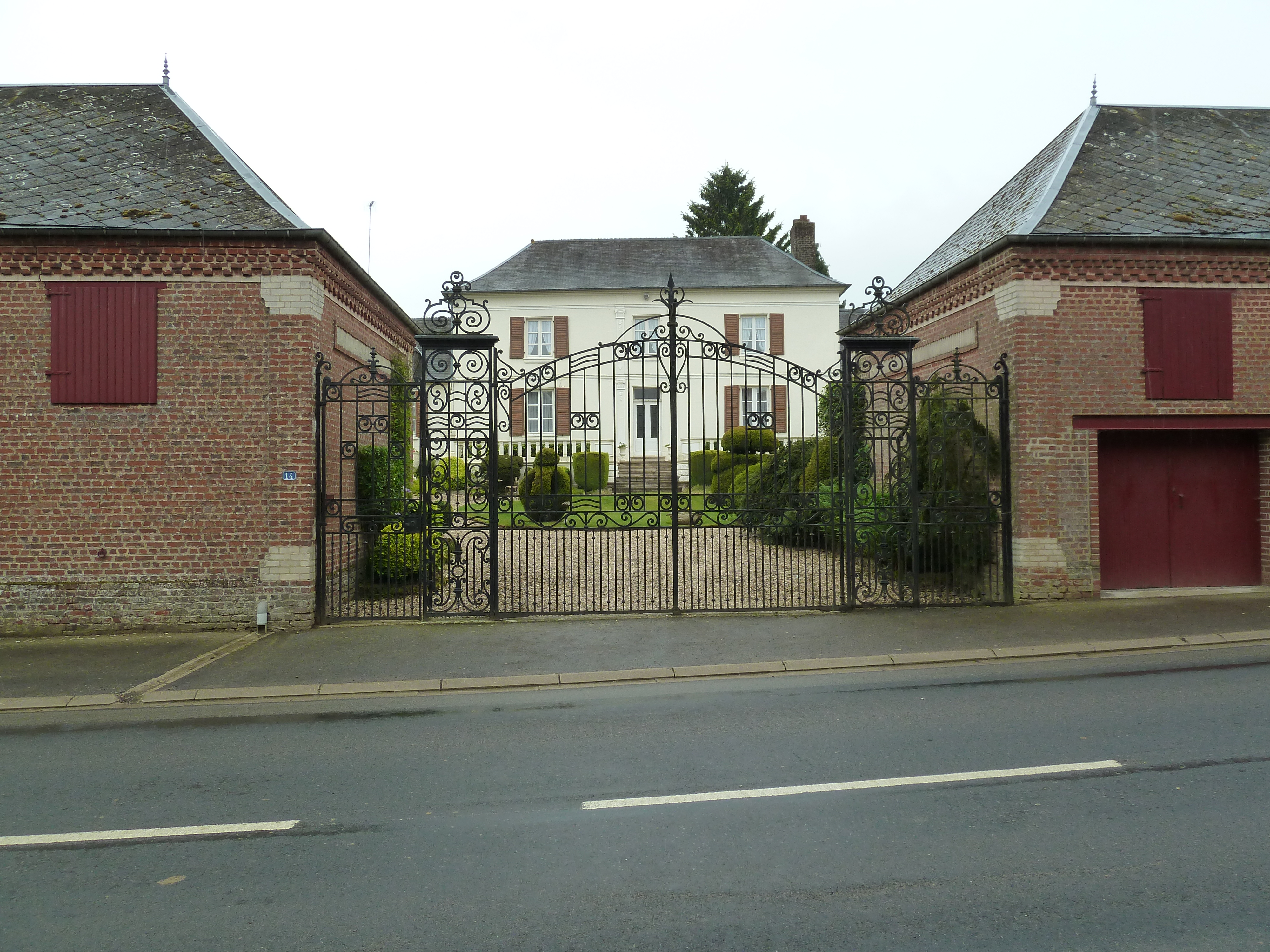

### Personnalités liées à la commune
- Charles de Louvencourt fut maïeur d'Amiens en 1567[réf. nécessaire].
- Famille de Lestocq (château du XVIIIe siècle et église)[réf. nécessaire].
- Henri Serpette (1821-1887), fils d'Antoine Serpette (maire de Louvencourt de 1814 à 1846) et de Marie Angélique de Lestocq, industriel nantais (savonnerie), est né à Louvencourt[40].
- Marie Jules Adrien de Louvencourt est comte de Louvencourt en 1902. Il a épousé Julienne d'Ault du Mesnil. Une de leurs filles Marie Antoinette Edmée, née à Seux le 8 octobre 1880, se marie à Amiens le 6 mai 1902[41].
- L'abbé Fafet, curé de Louvencourt, décédé le 6 avril 1924 dans sa 65e année et la 39e année de son sacerdoce[42].
- Jean-Baptiste Pécoul, le foncier louvencourtois de l'équipe de ballon au poing (champion de France 2003, 2004, 2005, 2006, 2008, 2009, 2010 - 2012 niveau Excellence)[réf. nécessaire].
- Le poète anglais Roland Leighton (en) est mort à Louvencourt pendant une bataille qui se déroula le  27 décembre 1915 pendant la Première Guerre mondiale.
Rendu célèbre par sa fiancée Vera Brittain dans son roman Testament of youth édité en 1933. 
Il est enterré dans le cimetière militaire britannique de Louvencourt et sa tombe est souvent fleurie de violettes, car il évoque ces fleurs dans un de ses textes[43].

### Héraldique
|  | La commune a adopté officiellement ces armoiries en 2010. Elles reprennent à l'identique les armes de Charles de Lestocq, écuyer, seigneur de Louvencourt à la fin du XVIIe siècle. La commune utilisait auparavant un blason identique aux armes modernes de la famille de Louvencourt. Blasonnement : - D'azur semé de billettes d'or, à la bande d'argent brochante et chargée de trois molettes de gueules. Supports : - deux louves de sable (allusion aux armes des Louvencourt anciennes, qui étaient trois têtes de louves). Devise : - omni fidelis. |